# Bahnhof St. Veit an der Glan
Der Bahnhof St. Veit an der Glan ist ein Bahnhof in St. Veit an der Glan im Bezirk St. Veit in Kärnten, Österreich. Das Aufnahmsgebäude und die Bahnsteigüberdachungen stehen unter Denkmalschutz.

## Geschichte
Die Trassenführung der Rudolfsbahn wurde 1912 im Raum St. Veit geändert: Bis dahin waren die Züge aus Richtung Friesach bzw. Hüttenberg von Südosten her in den Bahnhof Glandorf eingefahren. Die ursprünglich einspurige Trassenführung verließ dabei etwa beim heutigen Streckenkilometer 321 unweit des Bahnhofs Launsdorf-Hochosterwitz die heutige Linie, um im Ziegelbachtal gegen Glandorf hin abzufallen. Dieser aufgelassene Streckenverlauf ist auch heute noch gut in der Landschaft durch den Straßenverlauf – bis auf den ehemaligen Einfahrtsbogen nach Glandorf – zu erkennen.
Vor 1912 erfolgte dann die Weiterfahrt entweder in Richtung Klagenfurt gestürzt wieder nach Süden aus Glandorf ausfahrend, oder von Glandorf nach Nordwesten über den ursprünglichen St. Veiter Bahnhof weiter westlich in Richtung Feldkirchen. Ab 1912 fuhren die Züge aus Richtung Friesach bzw. Hüttenberg auf neuer Trasse von Nordosten her in den um diese Zeit errichteten jetzigen St. Veiter Hauptbahnhof ein, danach teilte sich die Strecke: einerseits in Richtung Süden über Glandorf nach Klagenfurt, andererseits in Richtung Westen über den alten St. Veiter Bahnhof (nun „Westbahnhof“ genannt) nach Feldkirchen.
Eine Restaurierung in Zusammenarbeit mit dem Denkmalamt erfolgte 2013 bis 2015.

## Bahnanlagen

### Gleis-, Signal- und Sicherungsanlagen
Der Bahnhof hat einen Seitenbahnsteig und zwei Mittelbahnsteige.

### Bahnsteigüberdachungen

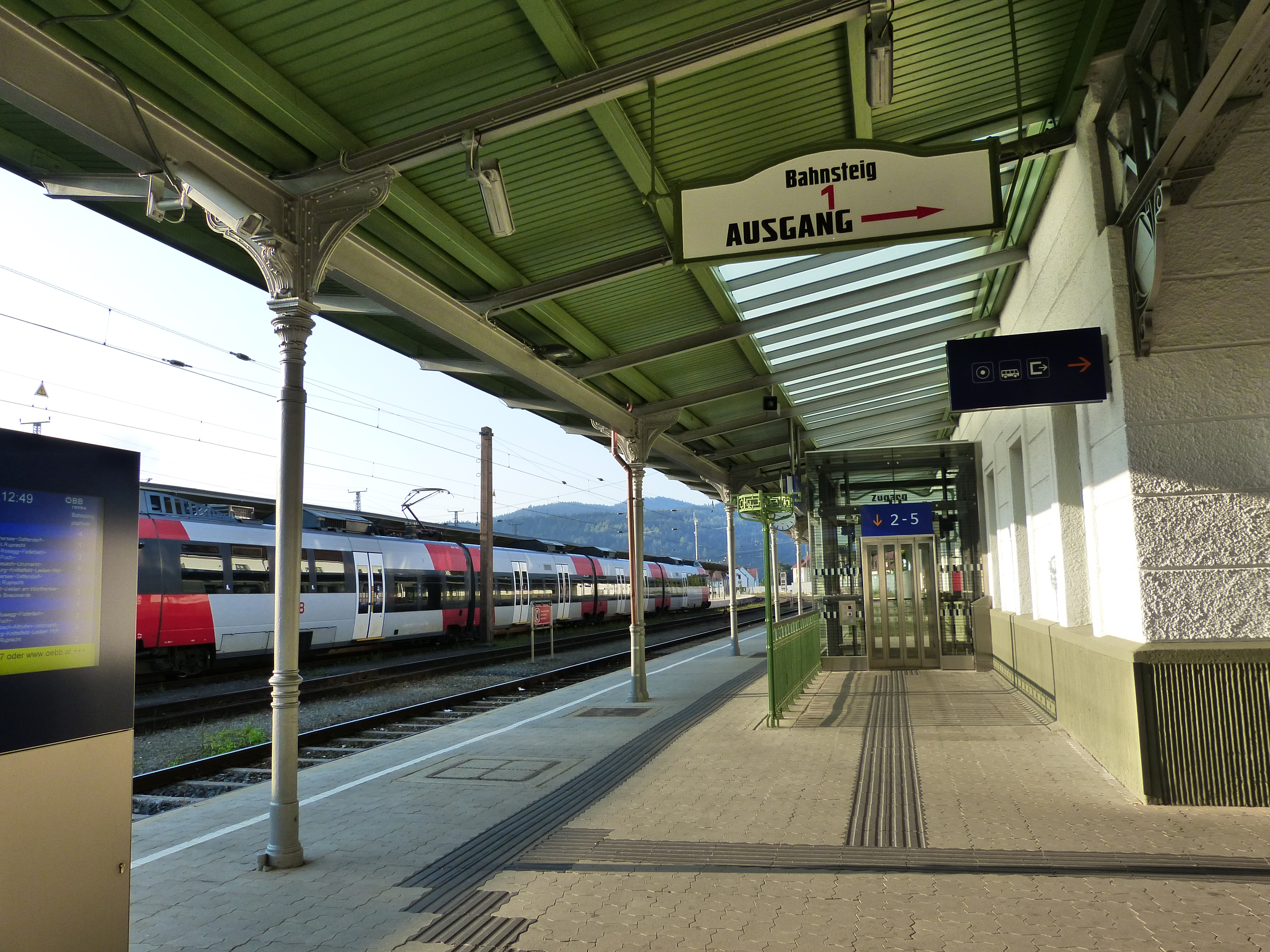
Bahnsteig 1

Die Bahnsteigüberdachungen ruhen auf markanten gusseisernen Konstruktionen. Bei der Restaurierung der denkmalgeschützten Überdachungen ab 2013 wurde die originale Farbgebung (Grau für die Gusseisenkonstruktion, Grün für hölzerne Schalungen der Dachuntersicht sowie für Geländer) unter Verwendung von Leinölfarben wiederhergestellt.

### Personentunnel

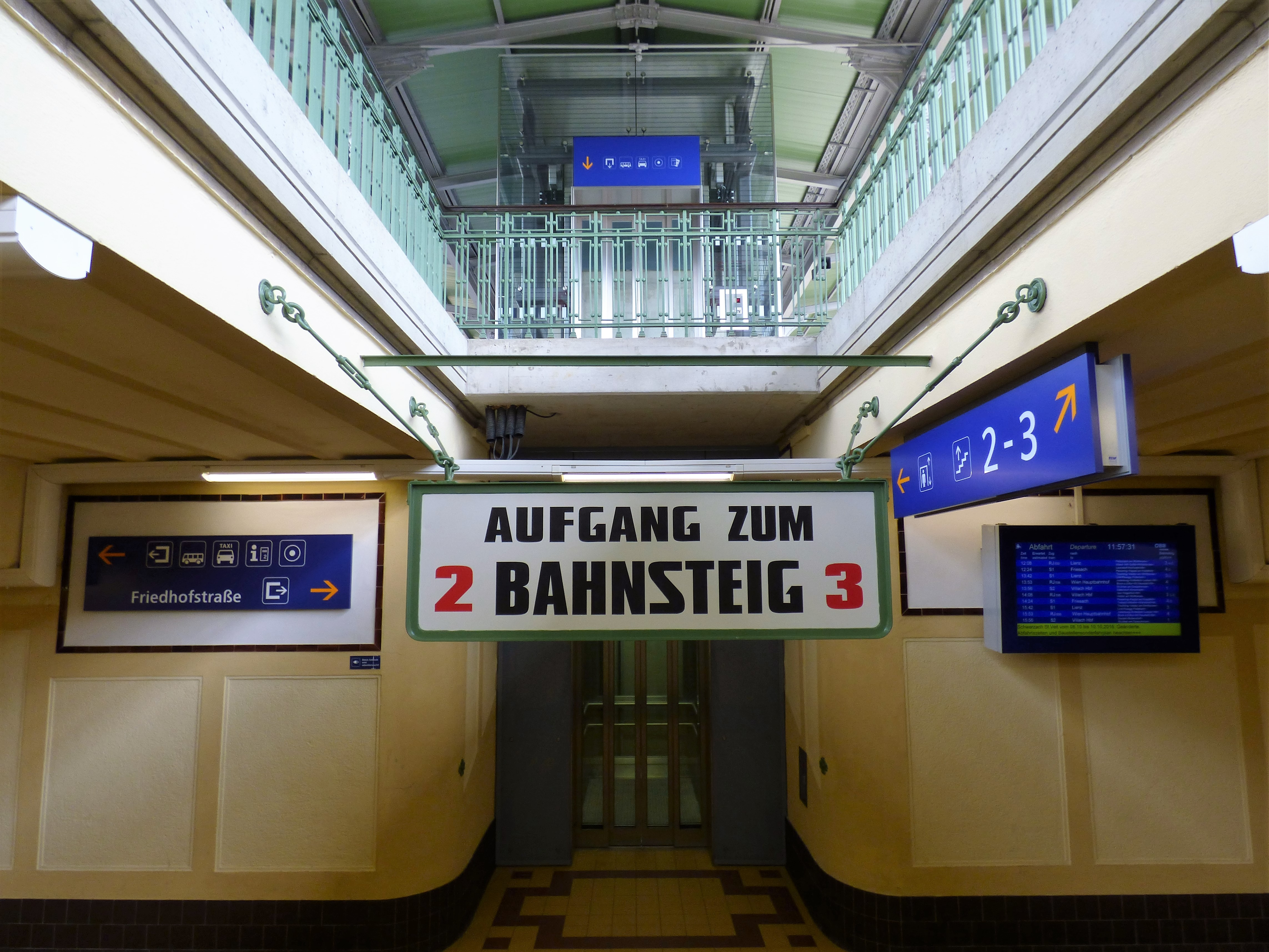
Unterführung

Durch eine Unterführung (Personentunnel) sind die Bahnsteige zu erreichen. Ursprünglich führten jeweils zwei Treppen aus der Unterführung zu den Bahnsteigen; bei der Umgestaltung 2013 wurde jeweils eine Treppe durch einen Lift ersetzt, sodass die Bahnsteige nun barrierefrei erreichbar sind.
Der zweifarbigen Fliesen im Personentunnel aus der Bauzeit mussten 2013 ersetzt werden, doch wurden originales Erscheinungsbild und Farbgebung beibehalten. Auch bewahrte man einige der Schriftfelder in der Unterführung, deren originale Aufschriften auf nicht mehr in Betrieb befindliche Gepäcksaufbewahrung und Speiseräume sowie auf nicht mehr angefahrene Ziele wie Hüttenberg verweisen.

### Gebäude

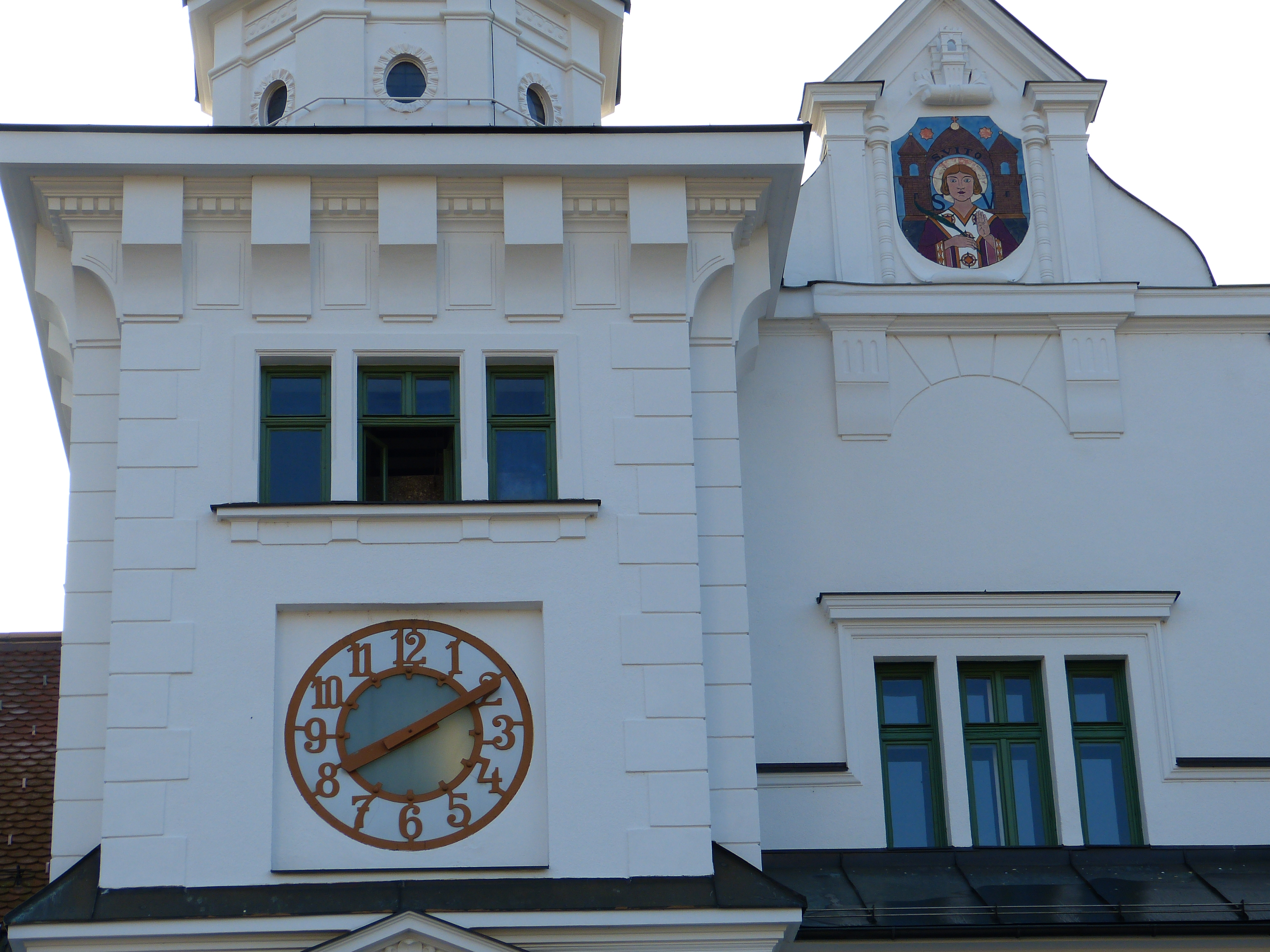
Detail des Aufnahmsgebäudes

Der Bahnhof wurde 1911 bis 1913 nach Plänen des Architekten Hans Granichstaedten erbaut. Das langgestreckte, ein- bis zweistöckige Aufnahmsgebäude im Heimatstil hat straßenseitig über dem Eingangsbereich zur Schalterhalle einen Uhrturm mit achteckigem Laternenaufsatz. Bei der Restaurierung 2014/2014 wurde die Fassade des Aufnahmsgebäudes im ursprünglichen weißen Farbton gestrichen, der Sockel grüngrau. Die Fenster und Türen wurden grün gestrichen, so wie das ursprünglich – angelehnt an die Aufnahmsgebäude der Wiener Stadtbahn –  der Fall gewesen war.
Innen ist das Aufnahmsgebäude von Secessionismus bzw. Jugendstil geprägt. Bei der Restaurierung 2015 wurden die durch zweifarbige Fliesen gerahmten Wandfelder in der Schalterhalle großteils wiederhergestellt. Um den historischen Eindruck abzurunden, wurden gleichzeitig Beleuchtungskörper angebracht, deren Erscheinungsbild der Bauzeit entspricht.

## Umfeld
Der Bahnhof liegt nordöstlich des Stadtzentrums. Am Bahnhofsvorplatz nördlich des Aufnahmsgebäudes befinden sich Autobushaltestellen. Der Personentunnel unter den Bahnsteigen wurde nach Süden hin geöffnet, dort befinden sich mittlerweile eine große Siedlung (Weyerfeld) sowie ein Parkplatz.

## Verkehr
| Zuggattung/Linie       | Linienverlauf | Taktfrequenz                       | Bemerkung |
| ---------------------- | --- | ---------------------------------- | --- |
| ÖBB Nightjet           | Wien Hbf – Wr. Neustadt Hbf – Leoben Hbf – St. Veit an der Glan – Klagenfurt Hbf – Villach Hbf – Tarvisio Boscoverde – Bologna – Roma Termini/La Spezia Centrale | ein Zug pro Tag (NJ 233)           | Der Gegenzug hält nicht in St. Veit/Glan (NJ 235)                                                                   |
| Railjet                | Wien Hbf – Wr. Neustadt Hbf – Leoben Hbf – St. Veit an der Glan – Klagenfurt Hbf – Villach Hbf – Tarvisio Boscoverde – Udine – Venezia S. L.                     | zwei Zugpaare pro Tag und Richtung | |
| Railjet                | Wien Hbf – Wr. Neustadt Hbf – Leoben Hbf – St. Veit an der Glan – Klagenfurt Hbf – Villach Hbf                                                                   | 2-Stunden-Takt                     | |
| Railjet                | Wien Hbf – Wr. Neustadt Hbf – Leoben Hbf – St. Veit an der Glan – Klagenfurt Hbf – Villach Hbf – Lienz                                                           | zwei Zugpaare pro Tag und Richtung | Am Wochenende verkehren einzelne Züge nicht!                                                                        |
| InterCity (Österreich) | Wien Hbf – Wr. Neustadt Hbf – Leoben Hbf – St. Veit an der Glan – Klagenfurt Hbf – Villach Hbf                                                                   | 2 Zugpaare täglich                 | Am Freitag (Richtung Villach) und am Sonntag (Richtung Wien) verkehren weitere Züge, teilweise auch als Schnellzüge |
| S-Bahn Kärnten         | Lienz – Spittal-Millstättersee – Villach Hbf – Klagenfurt Hbf – St. Veit an der Glan – Friesach                                                                  | Halbstundentakt                    | |
| S-Bahn Kärnten         | Rosenbach – Villach Hbf – Feldkirchen – St. Veit an der Glan | 2-Stunden-Takt                     | |